# Ctenocompa areata
Ctenocompa areata är en fjärilsart som beskrevs av Edward Meyrick 1908. Ctenocompa areata ingår i släktet Ctenocompa och familjen säckspinnare. Inga underarter finns listade i Catalogue of Life.